# Ангельн
Ангельн (нім. Angeln, дан. Angel) — півострів у Німеччині у Балтійському морі, на південному сході півострова Ютландія, у землі Шлезвіг-Гольштейн. Є частиною історичної батьківщини племен англів на півострові Ютландія, що переселилися звідси на острів Велика Британія.

## Географія
Півострів розташований на південному сході півострова Ютландія у Кільській бухті Балтійського моря. На півночі півострів омивається водами фіорду Фленсбург (нім. Flensburger Förde), на півдні — водами довгої бухти Шляй, що відокремлює півострів Ангельн від півострова Швансен (нім. Schwansen).

## Історія
Здавна півострів був заселений германськими племенами англів. Згідно з Англосаксонськими хроніками, написаними 890 року, англи переселилися звідси у 449—455 роках на острів Велика Британія на запрошення короля Вортігерна, який запропонував їм землі за допомогу у боротьбі проти піктів.
Після того, як англи покинули півострів, його заселили данські вікінги. Про перебування тут данців сьогодні нагадують назви населених пунктів, що закінчуються на -by (бю), що означає «село». У X столітті хронікер Етельвард відзначав, що найбільшим містом тут був Хедебю. До XIX століття на півострові проживали переважно данці. Потім відбувався процес переселення сюди німців і перемішування данців із німцями. Унаслідок Другої війни за Шлезвіг 1864 року Данія втратила півострів. 1920 року, унаслідок поразки Німеччини у Першій світовій війні, у Шлезвігу було проведено плебісцит, на якому було проголосовано за те, щоб Шлезвіг і разом із ним Ангельн залишилися у складі Німеччини.
| Земля | Це незавершена стаття з географії. Ви можете допомогти проєкту, виправивши або дописавши її. |